# Heisteria blanchetiana
Heisteria blanchetiana är en tvåhjärtbladig växtart som först beskrevs av Engler, och fick sitt nu gällande namn av Hermann Sleumer. Heisteria blanchetiana ingår i släktet Heisteria och familjen Erythropalaceae. Inga underarter finns listade i Catalogue of Life.